# Etoxeridin

Strukturformel för etoxeridin.

Etoxeridin, (carbetetidin), summaformel C18H27NO4, systematisk namn etyl-1-[2-(2-hydroxietoxi)etyl]-4-fenylpiperidin-4-karboxylat, är ett smärtstillande preparat som tillhör gruppen opioider. Preparatet används inte som läkemedel i Sverige.
Substansen är narkotikaklassad och ingår i förteckningen N I i 1961 års allmänna narkotikakonvention, samt i förteckning II i Sverige.